# Капетановић
Капетановић је босанско/хрватско/српско презиме које значи "капетанов син".
Може се односити на следеће особе:
- Мирза Капетановић (1959), бивши фудбалер
- Немања Капетановић (1997), кошаркаш